# John Carew (Politiker, 1901)
John Carew (* 5. Mai 1901 im County Limerick; † 12. Juli 1968 in County Limerick) war ein irischer Politiker der Fine Gael und von 1952 bis 1961 Teachta Dála (Abgeordneter) im Dáil Éireann, dem irischen Unterhaus.

## Biografie
Carew wurde 1942 in den Limerick City Council gewählt und blieb dort Mitglied bis zu seinem Tod. Von 1953 bis 1954 und von 1959 bis 1960 war er Mayor of Limerick. Im Juni 1952 erfolgte im Wahlkreis Limerick East eine Nachwahl, da der Abgeordnete Daniel Bourke verstorben war. Carew wurde unmittelbar gewählt und er zog damit in den Dáil ein. Seinen Sitz konnte er bei den Wahlen 1954 und 1957 verteidigen. Er verlor ihn jedoch bei den Wahlen 1961 und versuchte ihn dann auch nicht mehr zurückzugewinnen.